# NGC 7609
NGC 7609 هو اصطدام مجري، يقع في كوكبة الفرس الأعظم. اكتشف في 5 أكتوبر 1864 . وقد اكتشفه ألبرت مارث .

## روابط خارجية
- NGC 7609 على موقع ويكي سكاي: DSS2, SDSS, GALEX, IRAS, Hydrogen α, X-Ray, Astrophoto, Sky Map, Articles and images